# ディミトリオス・カンダクジノス
ディミトリオス・カンダクジノス（ギリシア語: Δημήτριος Α' Καντακουζηνός, ラテン文字転写: Demetrios I Kantakouzenos, 1343年頃 - 1384年）は東ローマ帝国パレオロゴス王朝時代の地方行政機構、モレアス専制公領の統治者、尊厳公（セヴァストクラトル σεβαστοκράτωρ, 在位：1383年 - 1384年）。「ディミトリオス1世」とも。古典式慣例表記ではデメトリオス・カンタクゼノス。共同皇帝マテオス・カンダクジノスの次子、ヨアニス6世カンダクジノスの孫。

## 生涯
トラキア地方を統治していた父マテオスの許で幼少期を過ごす。1357年12月に父が退位した際、ヨアニス5世パレオロゴス帝から尊厳公称号を授与される。1361年頃、父に従い、兄ヨアニス専制公や姉妹と共に叔父マヌイル・カンダクジノスが統治するペロポニソス半島・モレアス専制公領へ移住した。
叔父の死後、父マテオスはコンスタンティノポリスのヨアニス5世の許から新たな専制公が派遣されてくるまでの間の代行としてモレアス専制公領を統治する。しかし、後継者となったセオドロス1世パレオロゴスが到着する前に父が1383年6月に死去したため、ディミトリオスは自らが専制公領の統治者となることを主張して反逆する。彼はラテン人とトルコ人の傭兵隊を率いてセオドロス1世と激しく争ったが、翌1384年に急死し、内乱は終結した。
ディミトリオスには3人の息子、及び2人の娘が残された（孫である可能性もある）。娘のイリニ（1457年没）はセルビア公ジュラジ・ブランコヴィチと、エレニ（1463年没）はトラペズス皇帝ダヴィド・コムニノスと、それぞれ結婚した。長子と目されるゲオルギオス（1456年頃没）はモレアス専制公領でコンスタンディノス専制公に仕えた後セルビアに移住して義兄弟のブランコヴィチに仕えた（彼には4人の息子と5人の娘がいた）。次子アンドロニコス（1453年没）は東ローマ宮廷に仕え、帝国最後の帝国軍総司令官（メガス・ドメスティコス, μέγας δομέστικος - ただしこの時期は名誉職）に就いてコンスタンティノポリス防衛戦に従軍して戦死した。彼の息子は大公ルカス・ノタラスの娘婿で、首都陥落後に捕虜となり、ノタラスらと共に処刑された。第3子ソマスも長兄同様にセルビア公国、及び恐らくボスニア王国に仕え、ボスニア陥落後の1463年7月25日に死去した。

（本項目の表記は中世ギリシア語の発音に依拠した。古典式慣例表記については各リンク先の項目を参照）